# Nyala horská
Nyala horská (Tragelaphus buxtoni) je jedním z nejpozději popsaných a nejvzácnějších afrických sudokopytníků, byla objevena až roku 1909. Její pojmenování však není šťastné, od zdánlivě nejbližší příbuzné nyaly nížinné žijící na jihovýchodě Afriky, ji dělí více než 6 milionů roků odděleného vývoje. Podle současných výzkumů a rozborů mitochondriální DNA je nyala horská více příbuzná k druhům jako jsou sitatunga nebo kudu malý či kudu velký.

## Výskyt
Tento endemický přežvýkavec žije v pěti izolovaných populacích v horských oblastech v jižní a střední Etiopii, které leží na jihovýchod od Východoafrické propadliny. Hlavní oblasti výskytu nyal horských jsou národní park Bale Mountains a východní části pohoří Bale a Arsi. Žijí v oblastech o nadmořské výšce od 1800 až po 3400 m, nejčastěji je lze spatřit na horských loukách ve výšce 2400 až 3200 m. Obývají horské lesy, louky, pastviny, křovinaté stráně a vřesoviště, v menších výškách si konkurují s pasoucím se dobytkem. Přebývají v lesích, kde ze dřevin převažují jalovce, hagenie a nohoplody. V závislosti na ročním období se pravidelnými koridory přesouvají do nižších či vyšších poloh za potravou a přijatelnějším klimatem.

## Popis
Samci jsou zřetelně větší a kromě mohutných šroubovitých rohů se od samic odlišují ještě krátkou krční a hřbetní hřívou, měří od čenichu po oháňku 190 až 200 cm, vysocí jsou od 120 do 135 cm a váží 180 až 320 kg. Samice jsou vysoké od 90 do 110 cm a váží 150 až 200 kg a jsou vždy světlejší. Ocas, zespod bílý, je dlouhý 20 až 25 cm.
Srst má barvu od kaštanové až po šedohnědou nebo červenohnědou, staří samci jsou tmavší než mladší, samice jsou vždy světlejší než stejně staří samci. Srst je hladká a lesklá a v zimním období se prodlužuje. Spodní přední strana těla je světlejší než horní a zadní, nohy jsou tmavé. Typické jsou nepravidelně rozptýlené světlé skvrny a dva až pět světlých, málo výrazných svislých pruhů na zádech a bocích, jsou unikátní pro konkrétní zvíře. Na obličeji mají dvě bílé skvrny mezi očima a dvě na lících, bílou mají i bradu, hluboký límec na krku a široký půlměsíc na hrudi. Samci mají bílou také krátkou hřbetní hřívu vedoucí od krku ke kořeni ocasu, jejich delší střapatá srst na krku je hnědá.
Rohy mají pouze samci, bývají dlouhé až 110 cm a u dospělých zvířat jsou lyrovitého tvaru a mají dva a půl závitů, jsou tmavě hnědé až šedé se žlutými špičkami. Rohy se objevují u mláďat již v šestém měsíci, široce rozevřené spirály jsou patrné až ve čtvrtém roce věku.

## Stravování
Potrava, kterou tito býložravci vyhledávají, je velmi variabilní, závisí na ročním období a výšce horského pásma, které obývají. Obvykle spásají množství různých druhů lesních travin, kapradin, lišejníků, bylin a listů keřů i stromů. Často migrují na místa vypalovaná domorodci, kde po deštích nacházejí výhonky čerstvých rostlin. Lze je spatřit na pastvě v kteroukoliv denní dobu, nejaktivnější jsou však v podvečer a brzy ráno. Jejich asi 30minutová činorodost při konzumaci potravy je prostřídávána chvílemi odpočinku, kdy přežvykují. Nebyli pozorováni při pití.

## Chování
V době mimo páření se zvířata shlukují do skupin čítajících až deset jedinců. Samice vytvářejí samostatné skupiny s vůdčí samicí, mláďaty a dospívajícími samicemi. Někdy je ve skupině přítomen i dospělý samec. Mladí samci vytvářejí oddělená společenství, staří žijí jednotlivě. Na místech se zvýšenými zdroji potravy lze spatřit dočasné mnohočetné skupiny. Jednotlivá zvířata ani skupiny si nečiní územní nároky.
Noc tráví v hustém lese, kde jsou lépe chráněny před predátory. Přes den při ulehnutí k odpočinku volí místo s dobrým výhledem a stádo leží tak, aby mělo rozhled na všechny strany. Nejlehčeji se lze ke stádu přiblížit při pasení, tehdy se věnují hlavně výběru vhodného sousta. K osamoceně žijícím samcům se lze přiblížit mnohem snáze.
Zvukově se projevují hlavně samice, a to jen při nebezpečí, slabší zvuky podobné hrdelnímu kašli vydávají při menším ohrožení, hlasitější se ozývají při aktuálním nebezpečí, tyto varovné zvuky vydávají hlavně vůdčí samice stáda. Samci po sobě poštěkávají při vzájemné konfrontaci.

## Rozmnožování
Doba páření není u všech populací jednotná a může proběhnout kdykoliv, obecně však spadá do období sucha v prosinci a lednu. Tehdy dominantní samci s nataženým krkem a ohrnutým horním rtem čichem vyhledávají říjné samice. Agresivita samců je v době páření minimální, nevytvářejí si svá stáda samic. K občasným konfrontacím mezi samci dochází jen formou pózování a zastrašování, často přitom nabírají na rohy vegetaci, následný vítěz vztyčí a poražený sklopí hlavu. Jen ojediněle byly pozorovány snahy o sražení protivníka rohy. Vlastní páření je krátké a samec po něm odchází hledat další svolnou samici.
Samice, která má dva páry mléčných žláz, rodí jedno mládě po osmi až devítiměsíční březosti, na konci období dešťů v srpnu nebo září. Jeho srst má světlou barvu a leží ukryto v hustém porostu po několik týdnů, kojeno je tři až čtyři měsíce. Samice s mládětem žije a pečuje o něj po dva roky, pak může znovu zabřeznout. Mladé samice dosahují pohlavní dospělosti ve věku asi tří let, samci dospívají ve stejnou dobu, ale v konkurenci s ostatními samci při páření obvykle obstojí až v pěti či osmi létech. Průměrná délka života je 15 až 20 let.

## Ohrožení
V současnosti jsou početní stavy nyal horských poměrně stabilizované, žije jich 2500–4000 jedinců, důležitým mezníkem pro zachování druhu bylo vytvoření národního parku. Faktorem omezujícím jejich počet je destrukce původních biotopů místními farmáři, kteří rozšiřují chovy dobytka. Přestože jejich lov zákony již po století přísně regulují, lze dnes jejich dodržování jen stěží vymoci a zvířata jsou zabíjena pytláky pro lovecké trofeje a i maso. Přirozenými dravci dospělců jsou levhart (Panthera pardus), hyena (Crocuta crocuta) a lev (Panthera leo), u mláďat ještě navíc serval (Leptailurus serval) nebo vlček etiopský (Canis simensis). Útočníky bývají též domácí psi.
Podle Mezinárodního svazu ochrany přírody (IUCN) je nyala horská hodnocena stupněm EN ohrožený druh.

## Galerie

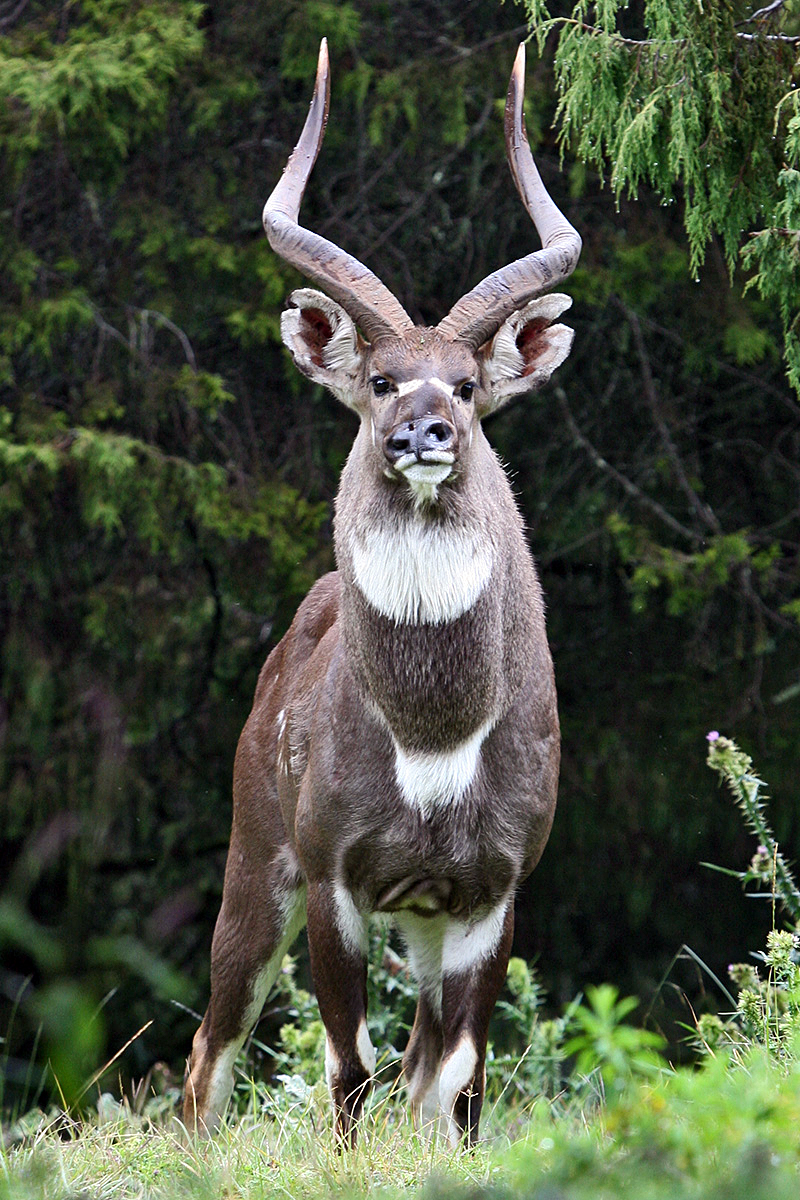
Samec
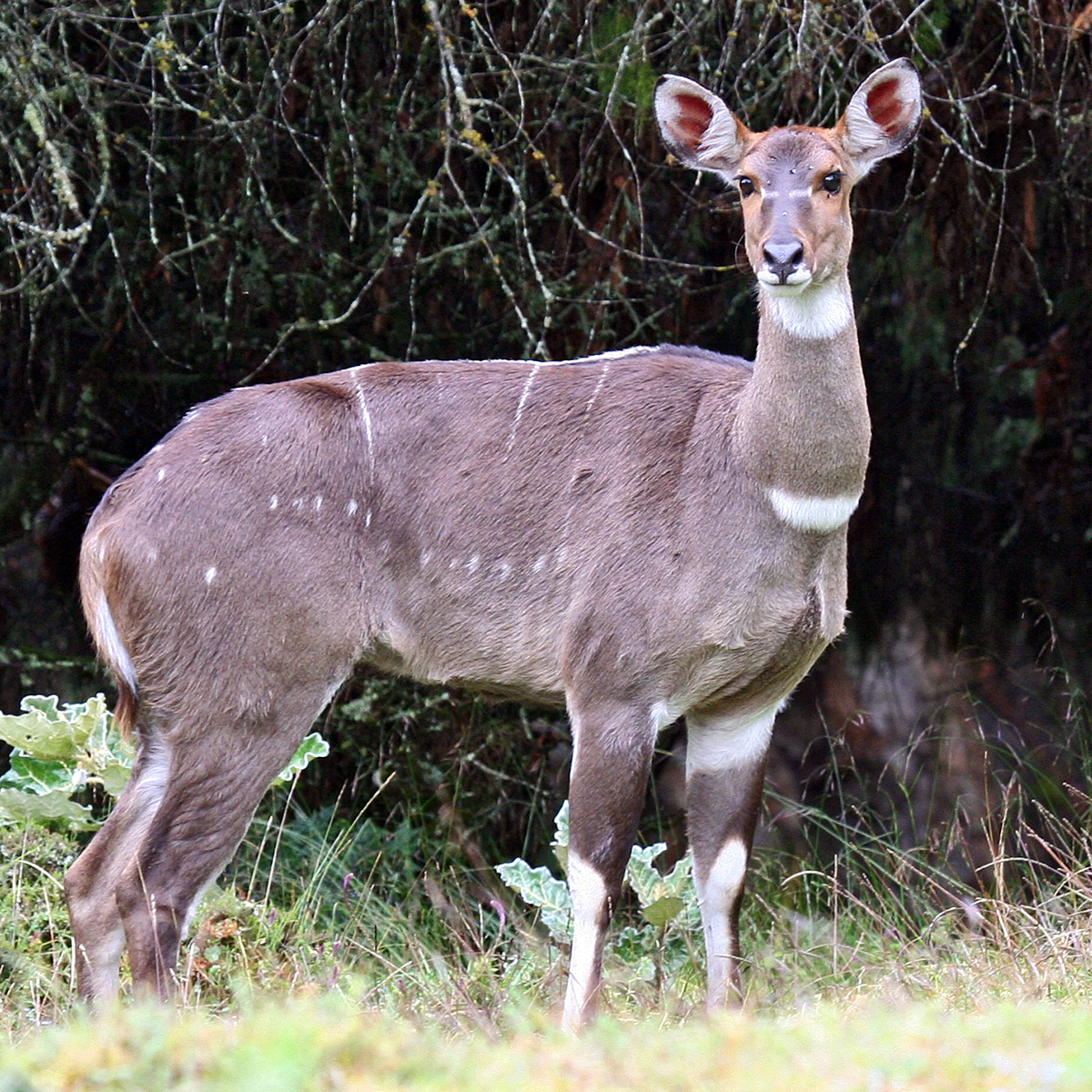
Samice